# 3973 Ogilvie
3973 Ogilvie је астероид главног астероидног појаса чија средња удаљеност од Сунца износи 2,357 астрономских јединица (АЈ).
Апсолутна магнитуда астероида је 13,1.